# Recherches atomiques sous le Troisième Reich

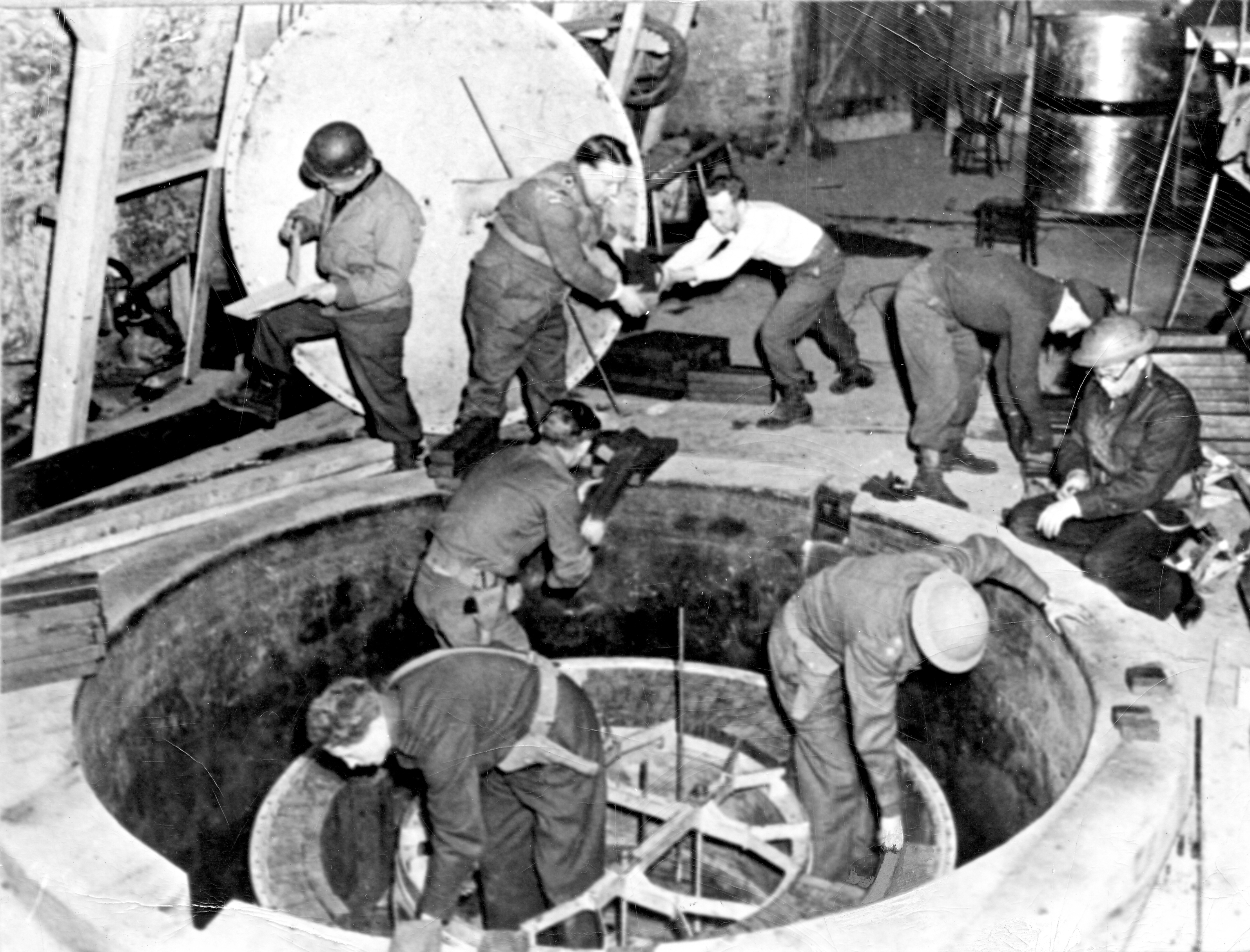
Démantèlement de la pile atomique expérimentale de Haigerloch (Allemagne), en avril 1945.

En avril 1939, quelques mois après la découverte de la fission nucléaire, des recherches atomiques furent lancées sous le Troisième Reich dans le cadre du « projet Uranium » (Uranprojekt) sous la direction de la Wehrmacht. 
Le programme se divisa en plusieurs branches, dont la mise au point d'un réacteur nucléaire (Uranmaschine), la production d'uranium et d'eau lourde et la séparation isotopique de l'uranium, en vue d'exploiter les potentialités énergétiques et militaires de l'atome. 

## Histoire
Après que le physico-chimiste Otto Hahn eut réussi, à l'institut Kaiser Wilhelm de Berlin en décembre 1938, avec son collaborateur Fritz Strassmann et Lise Meitner, à obtenir la fragmentation de l'uranium en deux noyaux plus légers constituant la première fission nucléaire, les autorités nazies lancèrent en avril 1939 un programme de recherches sur les potentialités de l'atome (Uranprojekt). Ce programme fut interrompu par la mobilisation de nombreux physiciens à l'approche de la guerre, avant d'être relancé en septembre 1939 après l'invasion de la Pologne par l'Allemagne.
Recruté par Kurt Diebner, le responsable du programme, Werner Heisenberg fut alors chargé de travailler sur le projet d'un réacteur permettant de réaliser la réaction en chaîne nécessaire à la production d'énergie. Dans un rapport remis dès décembre 1939 consacré à l'énergie nucléaire, une seule phrase concerne une éventuelle bombe nucléaire. Pour cela, Heisenberg évalua la masse critique à atteindre pour fabriquer une bombe atomique à plusieurs centaines de tonnes d'uranium 235 (U 235) « presque pur ». C'était au-delà de ce que pouvait produire l'Allemagne. Il fut donc décidé d'orienter les recherches vers la fabrication d'énergie au moyen de piles atomiques à neutrons lents. Le choix du modérateur de neutrons pour la réaction en chaîne porta sur l'eau lourde (dont les réserves se trouvaient alors en Norvège) au lieu du graphite qu'utilisera Enrico Fermi à Chicago aux États-Unis.
Les recherches tardant à produire des résultats, malgré les premières manifestations de la pile atomique élaborée par Heisenberg en mars 1941, la Wehrmacht transféra en janvier 1942 le programme au Reichsforschungsrat (Conseil de la recherche du Reich), mais continua à le financer. Un rapport de 1942 adressé au bureau central pour la production d'armes de la Wehrmacht permet de connaître les acquis des savants allemands à cette époque. Ceux-ci ne font pas de différence entre le fonctionnement d'un réacteur nucléaire, fonctionnant avec des neutrons lents, et celui d'une bombe atomique, utilisant des neutrons rapides. C'est en grande partie cette mauvaise interprétation qui les empêchera de concevoir une bombe atomique. À partir de ce moment, le programme se scinda en plusieurs projets menés au sein de neuf instituts universitaires ou para-universitaires, dispersés dans toute l'Allemagne, dont les directeurs fixaient leurs propres objectifs, civils ou militaires. Ainsi, plusieurs équipes de chercheurs, dont celles de Heisenberg à Leipzig, de Walther Bothe à Heidelberg, de Paul Harteck à Hambourg et de Klaus Clusius à Munich, travaillèrent parallèlement mais séparément sur l'atome sans même parfois communiquer les résultats de leurs travaux entre elles.
Par ailleurs, les autorités nazies, notamment le ministre de l'Armement Albert Speer, définirent d'autres priorités que l'atome au vu des grandes avancées obtenues dans le domaine de l'aéronautique ou des fusées à longue portée notamment.

## Personnalités impliquées
Les personnes les plus influentes de l'Uranprojekt furent les physiciens Kurt Diebner, Abraham Esau et Erich Schumann (en), tous trois membres du parti nazi, ainsi que Walther Gerlach, le découvreur du spin. 
Diebner eut plus de poids, notamment pour la partie militaire, que les physiciens les plus éminents qui participèrent au programme comme Walther Bothe, Klaus Clusius, Robert Döpel, Klara Döpel, Hans Geiger, Wolfgang Gentner, Wilhelm Hanle, Paul Harteck, Werner Heisenberg, Gerhard Hoffmann, Georg Joos (en), Hans Kopfermann, Carl Friedrich von Weizsäcker ou Karl Wirtz. 
Esau fut nommé représentant d'Hermann Göring pour les recherches nucléaires en décembre 1942 ; Gerlach lui succéda en décembre 1943.

## Résultats
Les physiciens allemands réussirent à construire à partir de 1941 plusieurs piles atomiques expérimentales capables de provoquer et contrôler des fissions d'atomes, dont une à Leipzig et une autre à Haigerloch (Bade-Wurtemberg) qui fut démantelée par des soldats américains en avril 1945. L'étude des documents saisis montra que les physiciens allemands ne cherchèrent pas à fabriquer du plutonium. Leur conception d'une bombe atomique était fondée sur une éventuelle miniaturisation d'un réacteur nucléaire à neutrons lents, conception vouée à l'échec. Ils ne parvinrent pas à mettre au point une bombe atomique comparable à la bombe américaine issue du projet Manhattan.
Plusieurs historiens publièrent des ouvrages, parfois contradictoires, sur la conception d'une bombe atomique par les nazis. Dès 1947, Samuel Goudsmit, qui participa à l'opération Alsos, nota l'incapacité des Allemands à concevoir le fonctionnement d'une bombe atomique. Thomas Powers fait de Heisenberg un héros de la résistance. Au contraire, Paul Rose en fait un nazi incompétent. Mark Walker attribue l'échec de la bombe allemande à l'impossibilité économique de lancer un tel projet dans les conditions de la guerre. 
Selon l'historien allemand Rainer Karlsch dans son étude publiée en 2005 Hitler's Bomb (La Bombe d'Hitler, 2007), les Allemands procédèrent toutefois, entre l'automne 1944 et le mois de mars 1945, à deux essais de bombes d'une puissance explosive sensiblement équivalente à celle d'armes nucléaires tactiques. Le procédé utilisé n'étant pas bien établi, il pourrait s'agir de l'application des recherches sur les charges creuses. Certains témoignages laissent penser que des cobayes humains venant du camp de concentration d'Ohrdruf (Thuringe) ont été sacrifiés lors de la seconde expérience[source insuffisante]. D'après Karlsch, les analyses de la radioactivité ont montré des produits issus de réactions nucléaires[source insuffisante]. Les conclusions de Karlsh sont toutefois contestées par d'autres auteurs qui avancent qu'il s'agirait plutôt de bombes radiologiques, et elles n'ont convaincu aucun physicien.
Selon Manfred Popp, la bombe atomique allemande n'a pas été construite car elle était basée sur un principe erroné. Il rejette cependant le fait que les physiciens allemands aient été incompétents, mais pense que nombre d'entre eux travaillaient sur la conception de pile atomique, sans zèle outrancier. Le physicien (CNRS/PSL/ENS) Sébastien Balibar précise toutefois que les Allemands « avaient fait fuir tant de savants qu’ils avaient ravagé la science de leur pays », notamment en physique nucléaire, autrefois brillante.

## Postérité
Le programme disparut lors de l'effondrement du Troisième Reich. À la fin de la guerre, les Alliés entrèrent en compétition (opération Alsos et Russian Alsos) pour se disputer les restes (personnel, machines-outils) comme ils le firent pour le programme V2. Les physiciens allemands capturés par les Soviétiques en 1945, comme Robert Döpel, Manfred von Ardenne, Nikolaus Riehl ou encore Karl Zimmer, participèrent au projet de bombe atomique soviétique. Le chimiste russe Petryanov-Sokolov fut envoyé en zone d'occupation russe pour glaner tous les renseignements disponibles sur la production d'eau lourde.

## Documentaires
- Nicolas Jallot, Le IIIe Reich n'aura pas la bombe, (2018). Ce documentaire analyse les plans pour contrecarrer la course à la bombe atomique.
- Adam Geiger, La bombe secrète d'Hitler, (2021). Ce documentaire revient sur l'histoire de la recherche allemande pour mettre au point une bombe atomique.

## Canular
En décembre 2014, un réalisateur autrichien, auteur de documentaires sur le vampirisme ou encore sur le Manuscrit de Voynich, affirme avoir découvert une installation souterraine en Autriche à proximité du camp de concentration de Mauthausen et d'un ancien site de production de chasseurs Me 262. Il prétend qu'elle aurait été utilisée pour la fabrication d'armes nucléaires. Cette hypothèse est cependant contestée dans un premier temps par l'historien américain des armes nucléaires Alex Wellerstein qui note sur son blog qu'« aucune preuve solide n'a été apportée pour laisser penser [que le bunker] a un lien avec le nucléaire ». Par la suite, il s'avère qu'il n'y a aucune installation souterraine à l'endroit en question.